# 穆利诺
穆利诺（法語：Moulineaux，法語發音：[mulino]）是法国滨海塞纳省的一个市镇，属于鲁昂区。

## 地理
穆利诺（49°20'33"N, 0°57'57"E）面积3.49 平方千米，位于法国诺曼底大区滨海塞纳省，该省份为法国北部沿海省份，其西部及北部濒大西洋英吉利海峡，东起顺时针与索姆省、瓦兹省、厄尔省和卡爾瓦多斯省接壤。
与穆利诺接壤的市镇（或旧市镇、城区）包括：萨于尔、圣旺德图贝维尔、拉布耶、大库罗讷、拉隆德。

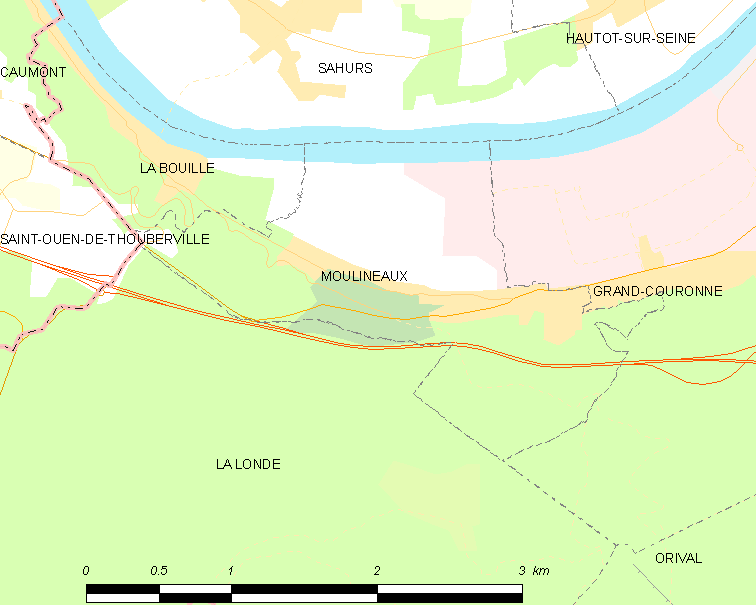
穆利诺的OSM定位图

穆利诺的时区为UTC+01:00、UTC+02:00（夏令时）。

## 行政
穆利诺的邮政编码为76530，INSEE市镇编码为76457。

## 政治
穆利诺所属的省级选区为埃尔伯夫县。

## 人口

1962-2008年间穆利诺人口变化图示

穆利诺于2022年1月1日时的人口数量为943人。